# Saska Lipka
Saska Lipka, Lipka Saska (biał. Саска Ліпка, Saska Lipka; ros. Саска Липка, Saska Lipka) – wieś na Białorusi, w obwodzie mińskim, w rejonie nieświeskim, w sielsowiecie Nieśwież.

## Historia
W XIX i w początkach XX w. położona była w Rosji, w guberni mińskiej, w powiecie nowogródzkim.
W dwudziestoleciu międzywojennym wieś i folwark leżące w Polsce, w województwie nowogródzkim, w powiecie nieświeskim, w gminie Horodziej. W 1921 wieś liczyła 883 mieszkańców, zamieszkałych w 175 budynkach, w tym 876 Polaków i 7 Białorusinów. 613 mieszkańców było wyznania rzymskokatolickiego, 262 prawosławnego i 8 mojżeszowego. Folwark liczył zaś 29 mieszkańców, zamieszkałych w 8 budynkach, wyłącznie Polaków. 24 mieszkańców było wyznania prawosławnego, 3 mojżeszowego i 2 rzymskokatolickiego.
Po II wojnie światowej w granicach Związku Sowieckiego. Według niektórych źródeł latem 1946 odbył się tu zjazd założycielski antysowieckiego Związku Walki o Niezależność Białorusi. Od 1991 w niepodległej Białorusi.